# 24: Live Another Day
24: Live Another Day es un evento televisivo limitado de la serie 24. La trama tiene lugar después de los hechos de la octava temporada y comenzó su emisión el 5 de mayo de 2014.

## Premisa
Cuatro años después de convertirse en un fugitivo de la justicia, Jack Bauer se encuentra de regreso en Londres para, una vez más, detener un desastre global. Además, la confidente más cercana a Jack, Chloe O'Brian, ha estado ayudando e incitando al fugitivo federal para prevenir el desastre.

## Sinopsis
Empieza y termina a las 11:00 a. m. en Londres y tiene lugar 48 meses después de lo ocurrido el Día 8.
Amenaza principal: La pérdida del control de todos los drones del gobierno estadounidense por culpa de la terrorista Margot Al-Harazi, con la amenaza de atacar Londres con todo el poder de fuego de los drones.
Antagonistas: Derrick Yates, Margot Al-Harazi, Simone Al-Harazi, Ian Al-Harazi, Adrian Cross, Steve Navarro, Cheng Zhi.
Hitos de importancia:
- Jack Bauer reaparece después de cuatro años escondido de la justicia para evitar una catástrofe en Londres.
- Un grupo de la CIA arresta a Jack y lo lleva a su base en Londres para interrogarlo.
- Steve Navarro (Jefe de Operaciones de la CIA en Londres) notifica a Mark Boudreau (Jefe del Estado Mayor de la Casa Blanca) sobre el arresto de Jack.
- Chloe O'Brian es interrogada y torturada en las instalaciones de Actividades Especiales con el fin de obtener información sobre el grupo de hackers Open Cell, liderado por Adrian Cross.
- Se descubre que Jack fingió su captura para poder rescatar a Chloe.
- Derrick Yates, un exmiembro de Open Cell, toma el control del dron MQ-1 Predator para atacar y destruir un convoy de militares en Afganistán, inculpando al teniente Chris Tanner (piloto del dron).
- Jack y Chloe descubren que Yates se esconde en la residencia de Aron Bashir, conocido traficante de heroína.
- Yates logra escapar de Jack pero es asesinado por su novia, Simone Al-Harazi, hija de la terrorita Margot Al-Harazi.
- Mark Boudreau pacta en secreto con Anatol Stolnavich (Viceministro ruso de Relaciones Exteriores en Reino Unido) y falsifica la firma del presidente James Heller para garantizar la entrega de Jack a los rusos por los sucesos del Día 8.
- Jack se infiltra en la Embajada estadounidense en Londres para obtener la llave de vuelo del Teniente Tanner, y así poder demostrar que los drones han sido hackeados.
- La agente de la CIA Kate Morgan colabora con Jack y Chloe para poder localizar a Margot Al-Harazi.
- Jack es llevado ante el presidente Heller para ser interrogado. Mientras tanto, los agentes Steve Navarro y Erik Ritter dirigen un equipo de asalto contra la supuesta base de operaciones de Margot Al-Harazi.
- Simone Al-Harazi es enviada a hacerse cargo de la hermana de su esposo, Naveed Shabazz.
- Simone asesina accidentalmente a la hermana de Naveed y su hija escapa.
- Mientras Simone persigue a su sobrina, es accidentalmente golpeada por un bus y posteriormente hospitalizada.
- Jack y Kate interrogan a Simone, pero esta se niega a cooperar hasta que se da cuenta de que su madre intentó matarla atacando el hospital con un dron.
- Steve Navarro se revela como el traidor que vendía secretos a los chinos y que provocó que el esposo de la agente Kate Morgan fuese culpado por ello.
- Navarro ordena a Jordan Reed en el campo, y así evitar que este recupere datos importantes en la investigación del marido de Morgan.
- El presidente Heller toma una difícil decisión y contacta con Margot Al-Harazi para poner fin al ataque con los drones.
- El presidente Heller informa a Jack sobre su decisión de entregarse a Margot y le pide ayuda para poder salir de la embajada.
- Jordan Reed es intercepatdo por un tirador enviado por Navarro para matarlo, pero sobrevive y huye.
- Kate Morgan presiona a Simone, y esta le revela que Naveed escondió información importante sobre los drones en casa de Margot.
- El tirador encuentra  a Jordan y, en un intento por asesinarlo, ambos mueren.
- James Heller se presenta en el lugar acordado por Margot para ser asesinado.
- Un misil es disparado contra la posición de Heller, a quien creen muerto hasta que se revela que Chloe logró hackear el dron, salvar al presidente, y dar con la ubicación de Margot.
- Jack y Kate se dirigen a la posición de Margot ,pero son interceptados por agentes rusos. Un equipo de apoyo logra salvar a Jack y Kate.
- Jack, Kate y el equipo de apoyo llegan a la ubicación de Margot y se inicia un enfrentamiento entre ambos bandos.
- Un informante notifica a Kate sobre la muerte de Jordan Reed.
- Margot e Ian Al-Harazi mueren al ser arrojados por una ventana por Jack. El dispositivo es recuperado y va camino a la CIA.
- De vuelta en la CIA, Kate empieza a indagar sobre la muerte de Jordan. Se descubre que Navarro es el traidor.
- Navarro huye con el dispositivo y lo entrega a Adrian Cross a cambio de salir del país, pero es arrestado e interrogado inmediatamente después de haber entregado el dispositivo.
- Mientras tanto, Adrian Cross regresa a Open Cell con Chloe. Al llegar se encuentra con que todos han sido asesinados por Cheng Zhi y sus hombres.
- Cheng utiliza el dispositivo y hace que el submarino estadounidense USS Massachusetts hunda al portaviones chino Shenyang, iniciando así una guerra.
- Cheng Zhi elimina a Adrian Cross, y se lleva a Chloe y el dispositivo.
- Chloe logra escapar y contacta con Jack para poder detener a Cheng.
- Con la intención de detener una potencial guerra entre EE. UU. y China, Audrey contacta con un miembro de la embajada china en Londres para entregarle evidencia que exoneraría a EE. UU.
- Mark Boudreau ayuda a Jack a entrar en la embajada rusa para interrogar a Anatol Stolnavich y obtener la ubicación de Cheng. Anatol Stolnavich muere, pero logran conseguir la información.
- Un tirador chino, bajo órdenes de Cheng Zhi, elimina al contacto de Audrey y la seguridad que la acompañaba.
- Jack, Belcheck y Chloe llegan al barco en el que Cheng estaba a punto de partir, pero Cheng llama a Jack y le dice que si se acerca Audrey muere.
- Kate y su equipo logran rescatar a Audrey y matar al tirador, pero instantes después son intercepatdos por hombres de Cheng. Audrey muere.
- Jack se entera de la muerte de Audrey.
- Jack encuentra a Cheng y es revelado ante los chinos como el autor del ataque al Shenyang. Cheng es decapitado por Jack como venganza a la muerte de Audrey.
- De vuelta al puerto Jack se entera de que los rusos han capturado a Chloe. James Heller se entera de la muerte de su hija.
- 12 horas después, James Heller y el cuerpo de Audrey regrean a EE. UU. en el Air Force One. Kate Morgan renuncia.
- Jack y Belcheck llegan a un lugar a las afueras de Londres, donde Chloe y un helicóptero ruso están esperando.
- Se hace un intercambio: Jack por Chloe.
- El helicóptero se aleja con Jack dentro.

## Elenco y personajes

### Elenco principal
- Kiefer Sutherland como Jack Bauer – Un exagente de CTU (Counter Terrorist Unit, Agencia Antiterrorista en español), muy competente y con experiencia en operaciones de campo que ha obtenido un gran éxito en la obtención de resultados. Como Jack sigue siendo, en gran parte, responsable de la prevención de múltiples ataques terroristas contra Estados Unidos y otros países, obtuvo un alto costo personal y está profundamente afectado por las decisiones que tomó. Estas decisiones incluyeron el uso frecuente de la tortura y de asesinatos a causa de las traiciones que vivió, incluso de personas muy cercanas a él. Se entrega a un Agente ruso para salvar a Chloe.[4]

- Mary Lynn Rajskub como Chloe O'Brian – Una analista de sistemas brillante que es leal a Jack, dispuesta a sacrificar su trabajo y su libertad por una buena causa, además de tener una mentalidad de «el fin justifica los medios». Chloe fue vista por última vez como Directora Interina de CTU. En una escena extendida de los DVD de la octava temporada, se ve cómo es arrestada en su casa por el FBI por ayudar a Jack a escapar de las autoridades.[5] Actualmente, está involucrada en un movimiento de información libre, donde trabaja junto a Adrian Cross, su actual novio, después de la muerte de su esposo Morris O'Brian, y su hijo Presscot en un accidente de tránsito al ser arrollado su auto por un camión al detenerse en un semáforo. Según Chloe, solo hubo un testigo del accidente, que vio el camión alejarse y estaba todo oscuro.

- Kim Raver como Audrey Raines – Una comprometida y apasionada mujer con un trágico pasado que comprende la época en la cual estaba enamorada de Jack. Fue vista por última vez en la final de la sexta temporada, cuando Jack se dio cuenta de que tenía que dejar ir a Audrey luego de que ella quedara en estado catatónico. Actualmente, está casada con el Jefe del Estado Mayor de su padre, Mark Boudreau. Muere asesinada por un francotirador enviado por Cheng Zhi.[6]

- William Devane como Presidente James Heller – Fue Secretario de Defensa de los Estados Unidos y, además, es padre de Audrey. Cuando se le vio por última vez, Heller convenció a Jack de dejar tranquila a Audrey después de que él viera a este último como una amenaza para su bienestar. Ahora, como presidente de los Estados Unidos, le concede un indulto presidencial a Jack por su ayuda en la crisis en Londres. Padece de Alzheimer y no sabe si algún día recordará que tuvo una hija.[6]

- Michael Wincott como Adrian Cross – Un infame hacker y líder carismático del movimiento de información libre. Se descubre que él creó el dispositivo para apodedarse de los drones por órdenes del exagente chino Cheng Zhi.[7]

- Gbenga Akinnagbe como Erik Ritter – Un agudo, arrogante y ambicioso agente de campo de la CIA.[8]

- Giles Matthey como Jordan Reed – Un listo y sofisticado técnico informático de la CIA.[8]

- Yvonne Strahovski como Kate Morgan – Una brillante, pero impulsiva agente de campo de la CIA en Londres.[9] Su esposo se suicidó; este anteriormente también fue un agente de la CIA que fue deshonrado por vender secretos.[10]

- Benjamin Bratt como Steve Navarro – El jefe de operaciones de la CIA que sigue el rastro de Jack Bauer en Londres. El trabaja como un doble agente bajo las órdenes de Adrian Croos.[11]

- Tate Donovan como Mark Boudreau – Jefe del Estado Mayor de la Casa Blanca; también es el esposo de Audrey Raines.[12]

### Elenco invitado recurrente
- Stephen Fry como el primer ministro Británico Alastair Davies[13][14]

- Colin Salmon como General Coburn[15]

- Michelle Fairley como Margot Al-Harazi, una británica y viuda de un connotado terrorista.[16][17]

- Duncan Pow como Capitán Greg Denovo[18]

- Joseph Millson como Yates[18]

- Charles Furness como Pete, un miembro del grupo de hackers al que pertenece Chloe.[19]

- Ross McCall como Ron Clark[20]

- John Boyega como Chris Tanner, un técnico informático que vuela aeronaves no tripuladas para el ejército.[21]
- Emily Berrington como Simone Al-Harazi, la hija de Margot Al-Harazi.

## Episodios
| N.º en serie | N.º en temp. | Título                           | Dirigido por  | Escrito por                                                                   | Fecha de emisión original | Código de prod. | Audiencia (millones) |
| ------------ | ------------ | -------------------------------- | ------------- | ----------------------------------------------------------------------------- | ------------------------- | --------------- | -------------------- |
| 193          | 1            | «Día 9: 11:00 a.m. – 12:00 p.m.» | Jon Cassar    | Evan Katz y Manny Coto                                                        | 5 de mayo de 2014         | 9AFF01          | 8.08                 |
| 194          | 2            | «Día 9: 12:00 p.m. – 1:00 p.m.»  | Jon Cassar    | Robert Cochran y David Fury                                                   | 5 de mayo de 2014         | 9AFF02          | 8.08                 |
| 195          | 3            | «Día 9: 1:00 p.m. – 2:00 p.m.»   | Adam Kane     | Sang Kyu Kim y Patrick Somerville                                             | 12 de mayo de 2014        | 9AFF03          | 6.48                 |
| 196          | 4            | «Día 9: 2:00 p.m. – 3:00 p.m.»   | Adam Kane     | Patrick Harbinson                                                             | 19 de mayo de 2014        | 9AFF04          | 5.72                 |
| 197          | 5            | «Día 9: 3:00 p.m. – 4:00 p.m.»   | Omar Madha    | Sang Kyu Kim y Patrick Somerville                                             | 26 de mayo de 2014        | 9AFF05          | 5.71                 |
| 198          | 6            | «Día 9: 4:00 p.m. – 5:00 p.m.»   | Omar Madha    | David Fury                                                                    | 2 de junio de 2014        | 9AFF06          | 6.18                 |
| 199          | 7            | «Día 9: 5:00 p.m. – 6:00 p.m.»   | Jon Cassar    | Tony Basgallop                                                                | 9 de junio de 2014        | 9AFF07          | 6.28                 |
| 200          | 8            | «Día 9: 6:00 p.m. – 7:00 p.m.»   | Jon Cassar    | Robert Cochran                                                                | 16 de junio de 2014       | 9AFF08          | 5.63                 |
| 201          | 9            | «Día 9: 7:00 p.m. – 8:00 p.m.»   | Milan Cheylov | Historia por: Evan Katz y Manny Coto Guion por: Tony Basgallop y Sang Kyu Kim | 23 de junio de 2014       | 9AFF09          | 5.71                 |
| 202          | 10           | «Día 9: 8:00 p.m. – 9:00 p.m.»   | Milan Cheylov | Historia por: Robert Cochran, Manny Coto y Evan Katz Guion por: Adam DaSilva  | 30 de junio de 2014       | 9AFF10          | 5.72                 |
| 203          | 11           | «Día 9: 9:00 p.m. – 10:00 p.m.»  | Jon Cassar    | Robert Cochran y David Fury                                                   | 7 de julio de 2014        | 9AFF11          | 5.96                 |
| 204          | 12           | «Día 9: 10:00 p.m. – 11:00 a.m.» | Jon Cassar    | Manny Coto & Evan Katz                                                        | 14 de julio de 2014       | 9AFF12          | 6.47                 |